# キャプテン翼の用語一覧
キャプテン翼の用語一覧（キャプテンつばさのようごいちらん）では、高橋陽一による漫画『キャプテン翼』に登場する技術や戦術・戦法、サッカー大会について説明をする。この作品には攻撃、守備を問わず様々な技術が登場しているが、サッカー競技において一般的に使用されるもの、作者による独自の命名や発想によるもの、中には現実離れした発想のものもある（野球漫画における“魔球”相当）。

## 技術

### 小学生編より登場

立石一丁目児童遊園に設置されている「ヒールリフトを行う大空翼」のブロンズ像。

オーバーヘッドキック
種別：シュート、使用者：大空翼、三杉淳など多数
選手の面前に浮き上がったボールを後ろに反りあがるように自分の頭越しに蹴り上げるキック。作中では主人公の大空翼が得意としていて代名詞とされるプレーだが、これは師であるロベルト本郷との初対面時に教わったものである。
直線的ドリブル
種別：ドリブル、使用者：日向小次郎
相手DFに対してフェイントをかけずに一直線に突き進み、相手DFもショルダーチャージで吹き飛ばす。
ヒールリフト
種別：ドリブル、使用者：大空翼、岬太郎
ドリブルの際に両脚でボールを挟み片方の脚の踵でボールを蹴り上げ、対峙している相手選手の頭上を越して突破を図るというもの。この技は英語圏では「レインボーキック」と呼ばれている。
トライアングルシュート
種別：シュート、使用者：立花兄弟
一方の選手がゴールポストの反動を利用して飛び上るとポストプレー役になり、もう一方の選手がゴール前に高く上げたパスを戻す。パスを上げた側が再びボールを受けてシュートをするというもの。
ツインシュート
種別：シュート、使用者：大空翼と岬太郎、立花兄弟など多数
二人の選手がボールを同じタイミングで蹴ることで不規則な回転を生み出す技。もともとは小学生時代の大空翼と岬太郎が偶然に生み出した技だったが、中学生時代には立花兄弟や他の登場人物たちも意図的に生み出すことが可能となっている。
三角蹴りディフェンス
種別：セービング、使用者：若島津健
ポジションの逆をつかれ通常のタイミングでは間に合わないシュートに対して、ゴールポストの反動を利用して加速させることでシュートを阻止する。
手刀ディフェンス
種別：セービング、使用者：若島津健
空中戦においてパンチングでは阻止できない場面で、空手の手刀打ちを使ってシュートを阻止する。
正拳ディフェンス
種別：セービング、使用者：若島津健
相手の強力なシュートに対し空手の正拳突きを使って弾き返す。

### 中学生編より登場
隼シュート
種別：シュート、使用者: 新田瞬
天性のバネを利して放たれるシュート。特別な技術はないロングシュートだが、その一級の切れ味から新田自身が自分のニックネームを付け「隼シュート」と名付けた。その後「ノートラップランニングボレー隼シュート」にも発展。
この技の登場以降、技名に選手名や異名を用いることが多くなった。
ノートラップロングボレーシュート
種別：シュート、使用者：大空翼
味方からのロングパスをトラップせずに直接ボレーシュートするというもので、相手のマークが厳しくチャンスが少ない局面で用いられる。
ドライブシュート
種別：シュート、使用者：大空翼、三杉淳など多数
ゴール上空に向かってシュートを放つとボールに縦方向のドライブ回転がかかり、急降下してゴールに至る。キャッチを試みたゴールキーパーや、シュートブロックに来た巨漢ディフェンダーごとゴールに押し込むほどの威力がある。その他、オーバーヘッドキックと組み合わせた「ドライブオーバーヘッド」や、2人同時にボールを蹴る「ドライブツインシュート」などバリエーションも多彩である。
カミソリシュート
種別：シュート、使用者：早田誠
カーブをかけ左右に鋭く曲がるキック。基本的には右方向に鋭く曲がるカーブだが、「俺のカミソリシュートは2枚刃よ」というセリフの通り、右足アウトサイドのキックで逆方向にカーブをかける逆カミソリシュートもあり、カミソリパスにも派生している。日本ユース監督の賀茂港から「カーブをかけただけ」と評された悔しさをバネに特訓を重ねた結果、直角に達するかというほどの鋭いカーブへと進化した。
スカイラブハリケーン
種別：シュート、使用者：立花兄弟
立花兄弟の代名詞とも言える必殺技。兄弟どちらかが地面に横になり足裏を上にあげ、もう一人がその足裏とドッキングして空中高く跳びあがり、味方からのセンタリングのボールにあわせる。センタリングの高さに関係なく発進が可能である。立花兄弟はどちらの役割も担うことは出来る。防御に使われる場合や、次藤洋が発射台になって左右の足から兄弟2人が同時に飛びツインシュートを放つ「スカイラブツイン」というバリエーションもある。
欠点は足に相当な負担がかかることから、1試合で使える回数は限られている。二人の体の成長にともないその負担に耐えられなくなり、プロになってからは事実上封印された。
イーグルショット
種別：シュート、使用者：松山光
地を這うようなライナー性のロングシュート。当初は「北国シュート」「荒鷲シュート」などいくつかの名前があったが、日向のタイガーショットにあやかり現在の名前になった。
タイガーショット
種別：シュート、使用者：日向小次郎
沖縄の浜辺で荒波に向かってシュートを撃ち続ける特訓により鍛えられた強靭な足腰から爆発的なキックを生み出す。コンクリートの壁を壊し、ゴールポストに当たるとボールが破裂するほどの威力がある。命名者は東都スポーツの田島記者である。その後も日向は恩師の吉良耕三から贈られた鉛入りのボールを使って特訓を続け「ネオ・タイガーショット」を編み出した。
顔面ブロック
種別：ディフェンス、使用者：石崎了、葵新伍など多数
顔面でシュートを防ぐ技。重要な試合において相手の必殺シュートを何度も止めて勝利に導いた。

### ジュニアユース編より登場
ファイヤーショット
種別：シュート、使用者：カール・ハインツ・シュナイダー
強烈な威力のため、ボールとシューズの摩擦熱、ボールと空気の摩擦熱、あるいはボールとゴールネットの摩擦熱 が生じ、焦げ臭い匂いを放つシュート。ワールドユース編では「ネオ・ファイヤーショット」にパワーアップしたが、本編で描かれることはなかった。
キャノンシュート
種別：シュート、使用者：ルイ・ナポレオン
ボールに鋭い回転のかかった一直線に飛ぶ必殺シュート。
スライダーシュート
種別：シュート、使用者：エル・シド・ピエール
野球の球種のスライダーのようにキーパーの手元でボールの軌道が変化して落ちる。ピエールの秘密兵器とされフランス国際ジュニアユース大会の日本戦で初めて実践されたが、ドライブシュートの応用技でもあることから 直ぐに大空翼によって模倣された。
パリ・エッフェル攻撃
種別：パス、使用者：エル・シド・ピエールとルイ・ナポレオン
相手のゴールをエッフェル塔の頂上に見立て、両サイドを使ったロングレンジのパス回しから徐々にスピードを上げて間隔を狭めながらゴールに迫る。
ノンファイヤー
種別：シュート、使用者：カール・ハインツ・シュナイダー
ファイヤーショットとは異なり、左足でカーブをかけている。
ハリネズミドリブル
種別：ドリブル、使用者：ヘルマン・カルツ
重心を低くした状態からのドリブルで近づく相手を吹き飛ばす。

### ワールドユース編より登場
フライングドライブシュート
種別：シュート、使用者：大空翼、三杉淳
翼がブラジル留学後に生み出した技であり、従来のドライブシュートの縦回転に横回転を加えることで、ボールの軌道を自在に操ることができる。
サンターナターン
種別：ドリブル、使用者：カルロス・サンターナ、大空翼
ドリブルで相手を抜く際に、相手の前で反転して後ろを向き素早くボールを相手の頭上に蹴り上げることで抜き去る。大空翼にこのサンターナターンと、その返し方を模倣された。
ローリングオーバーヘッド
種別：シュート、使用者：カルロス・サンターナ
従来のオーバーヘッドキックに体の回転を加えることでキック力を倍増させゴールを決めるというもの。
ドラゴンシュート
種別：シュート、使用者：火野竜馬
日向のタイガーショット並の威力を持つが、シュートを放つ際に体が開くことで威力が分散される難点がある。
トルネードシュート
種別：シュート、使用者：火野竜馬
日本ユース代表のマネージャー・井出保の助言によりシュートの際に一回転することでドラゴンシュートでの「体が開く」弱点を修正したもの。
雷獣シュート
種別：シュート、使用者：日向小次郎
意図的に地面を蹴って足を弓矢のようにしならせ、威力を増大させるシュート。中国神話の妖怪・雷獣にちなんで命名されたもので、威力だけでなくキーパーの手前でホップする特徴を持つ。欠点は地面を蹴り上げことによる反動を利用するため空中に浮いた状態のボールをボレーシュートすることはできない。
ブーメランシュート
種別：シュート、使用者：岬太郎
リアルジャパン7との試合に敗れた後に世界中を旅行した際にアフリカで身につけたもので、早田のカミソリシュート以上のカーブがかかり鋭く曲がる。
山猿キープ
種別：ドリブル、使用者：立花兄弟
上体を前かがみにして地面スレスレの態勢を保ちながらボールキープやドリブルを行うというもの。
ムササビジャンプ
種別：ドリブル、使用者：立花兄弟
足の膝裏でボールを挟み込みながらジャンプして相手を抜き去る。
反動蹴速迅砲
種別：シュート、使用者：肖俊光
相手のシュートを蹴り返して威力を倍加させるカウンターシュート。放ったあとのボールの球筋が龍に見える。翼がこのシュートを打ち返した際には鳳凰が見えた。
レヴィンシュート
種別：シュート、使用者：ステファン・レヴィン
衝撃力を重視したシュート。弾丸のように鋭い回転がかかり、キーパーが捕球することは困難となる。若林源三やドイツのデューター・ミューラーの腕を一度は破壊した。このシュートを大空翼は「サッカーボールは人を傷つける道具じゃない」として模倣せず、レヴィン自身はスピードを重視した「NEWレヴィンシュート」へと進化させた。
スカイウイングシュート
種別：シュート、使用者：大空翼、カルロス・サンターナ
もともとロベルト本郷が両者に教えたもので、原理は雷獣シュートと同じである。後にサンターナは後述の「トルネードアロースカイウイングシュート」に、翼は岬とのコンビ技の「閃光雷獣シュート」へと派生させた。
トルネードアロースカイウイングシュート
種別：シュート、使用者：カルロス・サンターナ
カルロス・サンターナいわく「この世で最強のシュート」。アロー、トルネード、スカイウイングの3つのシュートの要素を組み合わされており、シュートを放つ脚を手で持ち弓矢のようにしならせつつ、なおかつ体を回転させて勢いを増し、スカイウイングシュートを放つ。若林のセーブによって防がれるが、彼の両腕を負傷させた。
スカイダイブシュート
種別：シュート、使用者：大空翼
大空翼がロベルト本郷に頼らず自らの手で完成させた技で、ボールをキープしながら相手プレイヤーを全て抜き去りゴールに飛び込む。幾重にも重ねたハードルを相手選手に見立てて飛び越す特訓を重ね、相手のタックルを飛び越える、もしくは相手の足を蹴り上げて加速していく技とした。ロベルトは「味方を信用しない独善的なプレー」と非難したが、ブラジルとの試合中にチームメイトに体を押し込んでもらってゴールを決めるという「味方を信用する技」に進化させた。
直角フェイント
種別：ドリブル、使用者：葵新伍
全速力でドリブルをしかけた状態から相手DFの面前で90度方向に曲がり相手をかわす。相手を抜く際に自分が先に動いてボールを忘れてしまうミスもあった。
直角ディフェンス
種別：ディフェンス、使用者：赤井止也、サルバトーレ・ジェンティーレ
葵新伍の直角フェイントを防ぐためのディフェンス。
ビッグバンシュート
種別：シュート、使用者：アステカ太陽の五戦士
二人の選手がボールを両脚で挟み込むことで変形させ、巨漢選手のガルシアが蹴り上げる。放たれたシュートはツインシュート以上の不規則な回転を生み出すというもの。
ストレートディフェンス
種別：セービング、使用者：若林源三
ボクシングのストレートのようなパンチング技術 であり、かつてブンデスリーガの試合中に腕を破壊されたこともあるスウェーデンのステファン・レヴィンの放つ強力なシュートに対抗するため編み出された。
アッパーディフェンス
種別：セービング、使用者：若林源三
スウェーデンのステファン・レヴィンの放つ強力な回転のかかったシュートに対抗するために編み出された。ボクシングのアッパーのようにシュートコースに対し下から突き上げるようにして防ぐ。
オーロラフェイント
種別：ドリブル、使用者：ステファン・レヴィン、ナトゥレーザ
素早い動きで相手を幻惑し抜き去る。まるで分身して動いているように見えるフェイント。
オーロラカーテン
種別：ディフェンス、使用者：ステファン・レヴィン
オーロラフェイントのディフェンス版。素早い動きなのでまるで分身しているように見える。

### ROAD TO 2002より登場
リバウールターン
種別：ドリブル 、使用者：リバウール、大空翼
攻撃側の選手が右に抜くとみせて足の裏を使った引き技でボールを戻しボールを軸足に当て守備側の選手の裏のスペースを通過させ、攻撃側も反転しボールの後を追うように相手を抜き去る。
サブマリンディフェンス
種別：ディフェンス 、使用者：リバウール、大空翼
相手のボール保持者に対し、守備側の選手がうつ伏せに倒れこむような態勢からスライディングタックルを仕掛けボールを奪取する。

### GOLDEN-23より登場
つま先シュート
種別：シュート、使用者：風見信之介
フットサルの技術を転用したつま先を使ったシュート（トゥキック）で、インステップキックやインサイドキックより小さな動作でシュートを放つことができる。
ザリガニバックステップ
種別：ドリブル、使用者：風見信之介
フットサルの技術を転用したもので右足をボールの上に乗せ足裏を使った引き技でボールをキープしつつ、バックステップを踏むというもの。この技から移行する形で相手の頭上にボールを浮かせる技（シャペウ 、ポルトガル語: chapéu）も見せる。
足裏ステップターン
種別：ドリブル、使用者：古川洸太郎
フットサルの技術を転用したもので、足裏を使った巧みなボールキープからドリブルへと移行し、体を反転させながら股抜きフェイントを行う。
若堂流背面空中縦回転蹴り
種別：シュート、使用者：若島津健
主にフォワードとして起用された際に用いられ、空中で回転した状態から蹴り技を放つ。
若堂流奥義隼蹴り
種別：シュート 、使用者：新田瞬
若堂流空手の究極奥義の1つで、飛騨山中の有厳の滝での修行で身に付けた。この技を会得したことで新田は威力を倍増させた「隼シュート」を放つことが可能となった。
軸足パス
種別：パス、使用者：佐野満
古川と風見から伝授されたフットサルの技術を取り入れたもので、足裏を使った巧みなボールキープから移行する形で軸足にボールを当て、味方にパスを供給する。

### 海外激闘編 EN LA LIGAより登場
セグウェイドリブル
種別：ドリブル、使用者：ミカエル。
電動立ち乗り二輪車のセグウェイに乗るようにボール保持者がボールの上に乗りピッチを横滑りしながら移動する。

## 戦術・戦法
とりかご
修哲小学校の得意とする戦術。自分達のチームがリードしている局面で、延々とパスを回し相手にボールを触れさせず、籠に閉じ込めたような状態にする。修哲小が第5回全日本少年サッカー大会で優勝した際には、この戦術が効果を発揮した。
現実の試合でも、2018 FIFAワールドカップ・グループHで日本がポーランド戦の終盤、及び2022 FIFAワールドカップ・グループEでスペインが日本戦の前半で行った戦術に対して、本作の「とりかご」が引き合いに出された。
オフサイドトラップ
守備ラインをコントロールすることで相手の選手を意図的にオフサイドの反則にかけ攻撃を阻止する戦術。作中では三杉淳が得意とし、武蔵FCや日本ユース代表で守備ラインを指揮した。
スライディング部隊
明和FCが得意とする戦術。相手のボール保持者に対し複数の選手が激しいスライディングタックルを仕掛けボールを奪う。発案者は日向小次郎であり第6回全日本少年サッカー大会のグループリーグ初戦で南葛SCと対戦した際に初めて用いられた。なお、明和FC出身者が在籍する明和東中や東邦学園中でもこの戦術が取り入れられている。
オープン攻撃
南葛中学校が得意とする戦術。相手が守備を固める中央のラインではなく両サイドを使って攻撃を仕掛けるというもので、ウイングの滝一やサイドバックの石崎了らの攻撃参加も加わりゴール前へセンタリングを送る。また、相手のマークが両サイドに引きつけられれば中央突破を仕掛けやすくなる。
なだれ作戦
ふらの中学校が得意とする戦術。松山光の合図と共に味方の選手が一斉に相手陣内に攻め込みゴールに迫る。パスワークも素早く、一旦クリアされても次々に味方がフォローし攻撃に繋げる。
ジャパニーズゾーンプレス
日本ユース代表監督の賀茂港が提唱した戦術。相手のボール保持者に対し複数の選手がプレッシングをかけ、ボールを奪った際に常に大空翼を基点として攻撃を開始する。なお、ワールドユース決勝のブラジル戦では攻撃の起点となる翼が集中的に狙われ孤立させられたことで機能を喪失した。
アリ地獄ディフェンス
サウジアラビアユース代表が得意とする戦術。相手のボール保持者にプレッシングをかけてバックパスをせざるを得ない状況を作り出し、これを繰り返すことでいつのまにかゴール前まで攻め込んでいる状態となる。
空中アクロバットサッカー
日本の立花兄弟の「スカイラブハリケーン」、タイのコンサット三兄弟の「大空中ローリングスパイク」、メキシコのアステカ太陽の五戦士の「ルチャ殺法」のようにピッチだけでなく空中を利用してアクロバティックな攻撃を仕掛ける戦法。

## 大会

### カップ戦
対抗戦
関連作品 - 『キャプテン翼』
静岡県南葛市内にある南葛小学校と修哲小学校の全スポーツクラブが参加して争われる競技大会で、翼らの世代では第26回大会にあたる。
全日本少年サッカー大会
関連作品 - 『キャプテン翼』
東京都にあるよみうりランドで開催された小学生年代（第4種）の全国大会。全国から参加した48チームを6チームごと8グループに振り分けリーグ戦を戦い、各組の上位2チームが一発勝負の決勝トーナメントへ進出し優勝を決める。作中では第6回大会にあたり、静岡県代表の南葛SCが埼玉県代表の明和FCを再延長戦の末に4-2で下し優勝を成し遂げた。静岡県勢の優勝は前回大会の修哲小学校に続いて2年連続。得点王と大会最優秀選手には31得点をあげた大空翼が、アシスト王には15アシストを記録した岬太郎が選ばれた。
また、翌年の第７回大会は、新田瞬率いる南葛SCが、沢田タケシ率いる明和FCを下して2連覇をしている
全国中学生サッカー大会
関連作品 - 『キャプテン翼』
埼玉県大宮市にある埼玉県営大宮公園サッカー場を中心とした3会場で開催された中学生年代（第3種）の全国大会。予選参加2246校の中から勝ち抜いた47チームが一発勝負のトーナメント方式により優勝を決める。1回戦から準決勝までは前後半60分で決着がつかない場合はPK戦により勝負を決めることになっているが、決勝戦のみ10分ハーフの延長戦を行う。作中では第16回大会にあたり、大会3連覇をめざす静岡県代表の南葛中学校と初優勝を目指す東京都代表の東邦学園中学校が同点のまま決着がつかず両校優勝という結果となった。なお、南葛中の3連覇は大会史上初、東邦学園中の中学、高校、大学と3つのカテゴリでの兄弟優勝は史上初の出来事となっている。
決勝戦終了後に大会優秀選手24人が発表されたが、ヨーロッパ遠征に挑む日本ジュニアユース代表の代表候補でもある。代表合宿には怪我の治療で合宿参加できなかった大空翼の代わりに静岡県予選で敗れた大友中学校の新田瞬が召集された。また、東京都予選で敗れた武蔵中学校の三杉淳がコーチとして特別招集され、渡欧後は選手として登録される。
フランス国際ジュニアユース大会
関連作品 - 『キャプテン翼』
フランスの首都パリにあるパルク・デ・プランスで開催されたジュニアユース年代（第3種）の国際大会。世界各国から参加した12チームを3チームごと4グループに振り分けリーグ戦を戦い、各組の上位1チームが一発勝負の決勝トーナメントへ進出し優勝を決める。各試合は30分ハーフで執り行われるが、決着がつかない場合は決勝トーナメントのみ10分ハーフの延長戦を行い、延長戦終了時に同点の場合はPK戦を執り行う。この大会では優勝候補と呼ばれるチームを次々に破った日本が決勝戦でもカール・ハインツ・シュナイダーを擁する西ドイツを3-2と下し初優勝を成し遂げた。なお、大会最優秀選手には日本の大空翼、得点王には12得点をあげた西ドイツのシュナイダーが選ばれた。
インターハイ
関連作品 - 『キャプテン翼 最強の敵!オランダユース』
高校生年代（第2種）の全国大会。高校3年生となった岬太郎らを擁する静岡県代表の南葛高等学校が日向小次郎を怪我で欠いた東京都代表の東邦学園高等部を下して初優勝を果たした。
全国高等学校サッカー選手権大会
関連作品 - 『キャプテン翼 最強の敵!オランダユース』
高校生年代（第2種）の全国大会。作中では高校3年生となった主要登場人物が出場し、決勝戦は大会3連覇を目指す東邦学園高等部とインターハイ優勝校の南葛高等学校の対戦となったが、日向が決勝点を決め大会3連覇を成し遂げた。
アジアユース選手権
関連作品 - 『キャプテン翼 ワールドユース編』
翌年にアフリカのブルンガ共和国（架空の国家）で開催されるワールドユース選手権の予選を兼ねた大会。1次予選を首位で通過した10チームが最終予選へと進出し、最終予選では10チームを2グループに分けてリーグ戦を行い、各組の上位2チームが一発勝負の決勝トーナメントへ進出。優勝チームと準優勝チームがワールドユース選手権への出場権を獲得する。この大会で日本は1次予選をかろうじて突破すると、本大会では無敗の成績で大会初優勝を果たすと同時にワールドカップ出場権を獲得した。
ワールドユース選手権
関連作品 - 『キャプテン翼 ワールドユース編』
20歳以下の年代の世界一を決める大会。当初はアフリカのブルンガ共和国（架空の国家）で開催される予定だったが、内戦の影響により、日本で代替開催されることになった。出場16チームを4グループに分けてリーグ戦を行い、各組の上位2チームが一発勝負の決勝トーナメントへ進出する。1試合は45分ハーフで執り行われるが、決着がつかない場合はグループリーグでは引分けとなるが、決勝トーナメントのみゴールデンゴール方式の延長戦が行われる。大会は接戦を勝ち上がってきた開催国の日本が優勝候補のブラジルを破り初優勝した。大会優秀選手には大空翼が、得点王には16得点をあげたブラジルのカルロス・サンターナが選ばれた。
オリンピックアジア予選
関連作品 - 『キャプテン翼 GOLDEN-23』
スペインのマドリッドで開催されるオリンピックの予選。2次予選に勝利したチームを数グループに分けホーム・アンド・アウェー方式の総当たり戦を行い、各組1位のチームが本大会出場権を得る。日本はタイ、マレーシア、バーレーンを下して2次予選を突破。最終予選はオーストラリア、サウジアラビア、ベトナムと同じ組となるが、ホームでの最終戦でオーストラリアを下してグループ首位となりオリンピック出場を決めた。
マドリッドオリンピック
関連作品 - 『キャプテン翼 ライジングサン』
国際オリンピック委員会の主催で行われる夏季オリンピックの男子競技。23歳以下の年代の世界一を決める大会だが、オーバーエイジ枠の選手を1チームにつき最大3名追加することが可能となっている。開催国のスペインやアジア予選を通過した日本はじめ各地域の予選を勝ち抜いた16チームを、4チームごと4グループに振り分けリーグ戦を戦い、各組の上位2チームが一発勝負の決勝トーナメントへ進出し優勝を決める。

### リーグ戦
リーガ・エスパニョーラ
関連作品 - 『キャプテン翼 ROAD TO 2002』 、『キャプテン翼 GOLDEN-23』、『キャプテン翼 海外激闘編 EN LA LIGA』、『キャプテン翼 ライジングサン』
スペインのプロサッカーリーグ。翼やリバウールらを擁するバルセロナ、ナトゥレーザらを擁するRマドリード、カルロス・サンターナらを擁するバレンシア、ラドゥンガらを擁するラコルーニャ、ミカエルらを擁するヌマンシアなどが所属する。作中では優勝の行方は最終節までもつれたが、勝ち点差1で首位のバルセロナがグラナダを下しリーグ優勝を果たした。

## その他
ロベルトノート
関連作品 - 『キャプテン翼』 、『キャプテン翼 ENDLESS DREAM』
ロベルト本郷が日本を去る際に翼に書き残したノート。サッカー選手の心構えなど、ロベルトの伝えようとした考えが記されている。
リアル・ジャパン7
関連作品 - 『キャプテン翼 ワールドユース編』 、『キャプテン翼 GOLDEN-23』
元日本代表の賀茂港が監督を務める影の日本ユース代表 で、正規のユース代表に挑戦を挑んだ。『ワールドユース編』では火野竜馬をはじめとした7人のメンバーが登場するが、『GOLDEN-23』において元々は11人の「リアルジャパン11」であったことが明かされる。
バイキング計画
関連作品 - 『キャプテン翼 ワールドユース編』
スウェーデンの大会優勝のための計画。ステファン・レヴィンをはじめとした有望選手を若い時期から国外へ送り出し、各国のプレースタイルの長所を吸収させチーム強化に結び付けるというもの。